# António Tânger Corrêa
António Tânger Corrêa, né le 24 avril 1952 à Lisbonne, est un sportif et homme politique d'extrème droite portugais, membre du parti Chega. Il est élu député européen en juin 2024.

## Biographie

### Carrière diplomatique
António Tânger Corrêa est un diplomate portugais qui a exercé dans plusieurs pays : consul général à Goa, Toronto et Rio de Janeiro ; ambassadeur en Bosnie, Serbie, Israël, Egypte, Qatar et Lituanie et enfin deuxième secrétaire d’ambassade à Pékin et à Washington. 
Sa carrière a été émaillée de polémiques : À Toronto, à la fin des années 1980, il reçoit un voilier de compétition offert par la communauté portugaise de Toronto. À Goa, il installe le consulat du Portugal dans une maison sans l'accord du ministère des Affaires étrangères ni même celui des propriétaires des lieux, partis vivre à l'étranger. Jouant la compétition, en tant que consul, il se met à dos plusieurs ambassadeurs du Portugal. 
En 2009, il est suspendu pendant 90 jours pour plusieurs irrégularités constatées dans la gestion de l'ambassade du Portugal en Lituanie. Le ministère des Affaires étrangères l'accuse de «violation du devoir de sollicitude et du devoir de loyauté, de négligence grave et de manque d'intérêt pour l'accomplissement de ses tâches professionnelle». Des manquements qui ont coûté «des milliers d'euros aux contribuables», relève la presse portugaise. Selon les résultats d'une enquête diligentée par l'inspection générale diplomatique, et après audit des comptes, António Tânger Corrêa n'a pas «communiqué ni restitué à l’État portugais les remboursements de TVA» que lui accordaient les autorités de Vilnius. Il a également ouvert des comptes bancaires et effectué des transferts de fonds sans en informer le ministère, déclaré auprès du ministère des charges et des loyers bien supérieurs à leur valeur réelle. De l'argent public, qu'il a ensuite «utilisé pour acheter des biens et services sans autorisation» - meubles, tapis ou billets d'avion. 

### Carrière politique
En 1974, après la Révolution des Œillets, il est le secrétaire général de la Jeunesse populaire (organisation autonome du CDS-PP). L'année suivante, il est pendant un an l'adjoint du ministre des Affaires étrangères, Diogo Freitas do Amaral,.
António Tânger est Premier vice-président du conseil national du parti d’extrême droite Chega dirigé par André Ventura.
En juin 2024, lors des élections européennes au Portugal, tête de liste de Chega, il est élu député européen. Lors de la constitution du groupe Patriotes pour l'Europe, initié par Viktor Orbán et dirigé par Jordan Bardella, António Tânger Corrêa est désigné comme un des six vice-présidents.

### Carrière sportive
António Tânger Corrêa pratique la voile. Il fait partie de l'équipe portugaise terminant 21e de l'épreuve de Soling aux Jeux olympiques d'été de 1992.

## À voir